# Johann Georg Mönckeberg

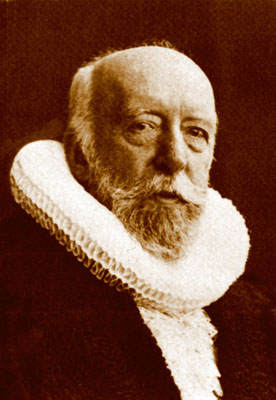
Johann Georg Mönckeberg door: Rudolf Dührkoop

Johann Georg Mönckeberg (Hamburg, 22 augustus 1839 - Hamburg, 27 maart 1908), was een Duits politicus die meerdere malen eerste burgemeester van Hamburg is geweest.

## Biografie
Johann Georg Mönckeberg volgde onderwijs aan het gymnasium van Hamburg (Gelehrtenschule des Johanneums) en studeerde nadien rechten aan de universiteiten van Heidelberg en Göttingen. Hij was tijdens zijn studententijd actief als lid van de studentenvereniging Frankonia. In 1871 werd hij in de Hamburger Bürgerschaft (parlement van de stadstaat Hamburg) gekozen en bleef lid van de Bürgerschaft tot zijn dood in 1908. Als conservatief-liberaal politicus maakte hij deel uit van de Fraktion der Rechten ("Rechtse Fractie"), waar vooral veel notabelen lid van waren. Op 3 juli 1876 werd hij in de Senaat (regering) gekozen.
Johann Georg Mönckeberg beheerde als senator de portefeuille van financiën. Hij ging spaarzaam om met de financiën van de stadstaat en kreeg de bijnaam "Mönckeberg Pfennigfuchser".
Johann Georg Mönckeberg was sinds 1890 meerdere malen eerste burgemeester van Hamburg:
- 1 januari - 31 december 1890
- 14 november 1892 - 31 december 1893
- 1 januari - 31 december 1896
- 1 januari - 31 december 1899
- 1 januari - 31 december 1902
- 5 juli - 31 december 1905
- 1 januari - 27 maart 1908[1]

Ofschoon lid van de Fraktion der Rechten en sedert 1906 van haar opvolger, de Vereinigte Liberalen ("Verenigde Liberalen"), was hij tegen de maatregelen die de Bürgerschaft nam om het kiesrecht verder de beperken.
Zijn dochter Mathilde (1879-1958) was getrouwd met Johannes Andreas Jolles.
Zijn dochter Olga Luise (1879-1958) was getrouwd met Friedrich Christian Sieveking ([1867]). Hun dochter Mathilde (1897-1951) vluchtte in 1933 met haar man Ernst Wolfgang Sachs (1902-1983) naar Nederland.

## Trivia
- In Hamburg is een straat naar hem vernoemd: de Mönckebergstraße.